# Pietro Anastasi
Pietro Anastasi (Catânia, 7 de abril de 1948 – 17 de janeiro de 2020) foi um futebolista italiano que atuava como atacante. Anastasi é considerado um dos melhores atacantes italianos de sua geração e foi um atacante rápido, confiável e com boas reações. Ele também foi um goleador prolífico, inteligente e oportunista; Ele também jogou como extremo, devido à sua técnica sólida e capacidade de cruzamento.

## Carreira
Anastasi nasceu em Catania, na Sicília. Durante sua carreira (1964-1982) ele jogou pelas divisões de base do AC Massiminiana e se profissionalizou na equipe, ele também jogou no Varese, Juventus, Inter de Milão, Ascoli e também no Football Club Lugano da Suíça. Na Serie A, Anastasi jogou 338 partidas e marcou 105 gols (Na Juventus, ele jogou 205 jogos e marcou 78 gols). Embora ele nunca tenha conquistado o prêmio de artilheiro da Serie A, ele foi o terceiro maior goleador da Liga em três ocasiões, durante as temporadas 1968-69, 1969-70 e 1973-74.
Ele fez sua estreia profissional no Missiminiana na Serie D na temporada 1965-66, ele marcou 18 gols. Posteriormente, Anastasi foi comprado pela Varese que estava na época na Serie B, ele ajudou a equipe a voltar a Serie A marcando 6 gols  em 37 partidas. Fez sua estréia na Serie A em 24 de setembro de 1967, contra a Fiorentina, aos dezenove anos. 
Durante sua primeira temporada na Serie A, ele marcou 11 gols, 3 dos quais foram marcados na espantosa vitória de 5-0 do Varese sobre a Juventus em 4 de fevereiro de 1968, uma performance que lhe permitiu ser convocado pela primeira vez pela Seleção Italiana de Futebol.
Devido às suas performances, ele foi comprado pela Juventus em 1968 e, com o clube de Turim, ele ganhou três títulos da Serie A e ajudou o clube a chegar até a final da última edição da Taça das Cidades com Feiras em 1971, um torneio no qual ele foi o artilheiro com 10 gols. A Juventus foi derrotada pelo Leeds na final. 
Em 1974, Anastasi foi nomeado capitão do clube. 
Ele atualmente detém o recorde de mais gols na Taça das Cidades com Feiras por um jogador da Juventus com 12 gols, bem como o recorde histórico de gols na Coppa Italia por um jogador da Juventus com 30 gols. Ao lado de Roberto Baggio, ele é o 10º melhor artilheiro da Juventus na Serie A, com 78 golos e o 4º maior artilheiro da Juventus em competições europeias e internacionais com 22 gols. Com a Juventus, ele também foi o artilheiro da edição 1974-75 da Coppa Italia, na qual a Juventus terminou em segundo lugar. Anastasi também foi pra final da Liga dos Campeões de 1972-73 com a Juventus, onde foram derrotados por 1-0 pelo Ajax. No total, ele marcou 130 gols para a Juventus em 303 jogos.
Em 1976, Anastasi começou a encontrar menos espaço no time titular da Juventus, em parte devido as suas desavenças com o treinador Carlo Parola, e então ele se transferiu para a Inter de Milão em troca de Roberto Boninsegna. Com a Inter de Milão, Anastasi venceu a Coppa Italia de 1977-78, jogando na final contra o Napoli. 
Suas performances na Inter de Milão não foram tão consistentes ou prolíficas quanto as da Juventus, por isso, ele foi vendido para o Ascoli em 1978. Ele permaneceu no clube por três temporadas da Serie A, marcando 9 gols. Em dezembro de 1979, ele marcou seu 100º gol na Serie A em uma vitória por 3-2 sobre seu antigo clube, a Juventus. 
Ele passou seu último ano como jogador jogando no FC Lugano na Liga Suíça na temporada 1981-82.
Foi comentarista no canal italiano Italia 7 Gold.

## Seleção
Pela Seleção Italiana de Futebol, ele venceu o Campeonato Europeu de Futebol de 1968, marcando um dos gols da vitória contra a Iugoslávia na final. Anastasi também fez parte da equipe italiana que disputou a Copa do Mundo de 1974, marcando um gol contra o Haiti.

## Morte
Anastasi morreu no dia 17 de janeiro de 2020, aos 71 anos.

## Títulos

### Clubes
Juventus 
- Serie A: 1971-72, 1972-73 e 1974-75

Inter de Milão
- Coppa Italia: 1977-78

### Internacional
Itália 
- Eurocopa de 1968

### Individual
- Artilheiro da Coppa Italia de 1974-75